# Jenbacher Werke
La Jenbacher Werke di Jenbach in Tirolo, è stata una grande azienda produttrice di motori diesel e di locomotive; oggi è divenuta GE Jenbacher GmbH & Co OHG, in seguito all'acquisizione da parte della General Electric, e una delle maggiori produttrici di motori a gas e impianti di cogenerazione.

## Storia
Le origini della società risalgono al XV secolo con riferimento al settore minerario estrattivo. Negli anni seguenti esauriti i giacimenti di rame e argento la società ha proseguito l'attività nel settore metallurgico. Alla fine del XIX secolo ha avviato la produzione di pezzi meccanici. Dopo la fine della seconda guerra mondiale la fabbrica è stata posta in amministrazione pubblica e convertita alla produzione civile iniziando dal 1945 anche la riparazione di carri ferroviari e successivamente di motori diesel, gruppi elettrogeni, compressori, pompe e rotabili sia stradali che ferroviari. Successivamente ha prodotto rotabili per le Ferrovie austriache e per altre amministrazioni, tra cui la serie ÖBB 2043 e la serie ÖBB 2060.
Fino al 1959, la società è stata costituita come Jenbacher Werke AG con azionisti di maggioranza la Credit-Bankverein, con il 35%, e la Mannesmann con il 26%. Nel 1979 impiegava una forza lavoro di 1.550 dipendenti. Nel 1988 la società è stata acquisita dalla Auricon Beteiligungs. Nel 1991 è stata divisa in Jenbacher Energy Systems AG e Jenbacher Transportation  AG  procedendo poi in varie operazioni finanziarie tra cui il tentativo di entrare nella produzione di tram con l'aiuto di AEG. Una serie di insuccessi commerciali della divisione ferroviaria hanno infine portato, nel 2003, al suo acquisto da parte della General Electric.